# Siren: Blood Curse
Siren: Blood Curse är ett TV-spel utvecklat av Japan studio och det tredje spelet i spelserien Siren. Spelet har endast släppts till Playstation 3 (på skiva och för nedladdning på Playstation store), de tidigare två är släppta till Playstation 2.